# Enevold von Brandt

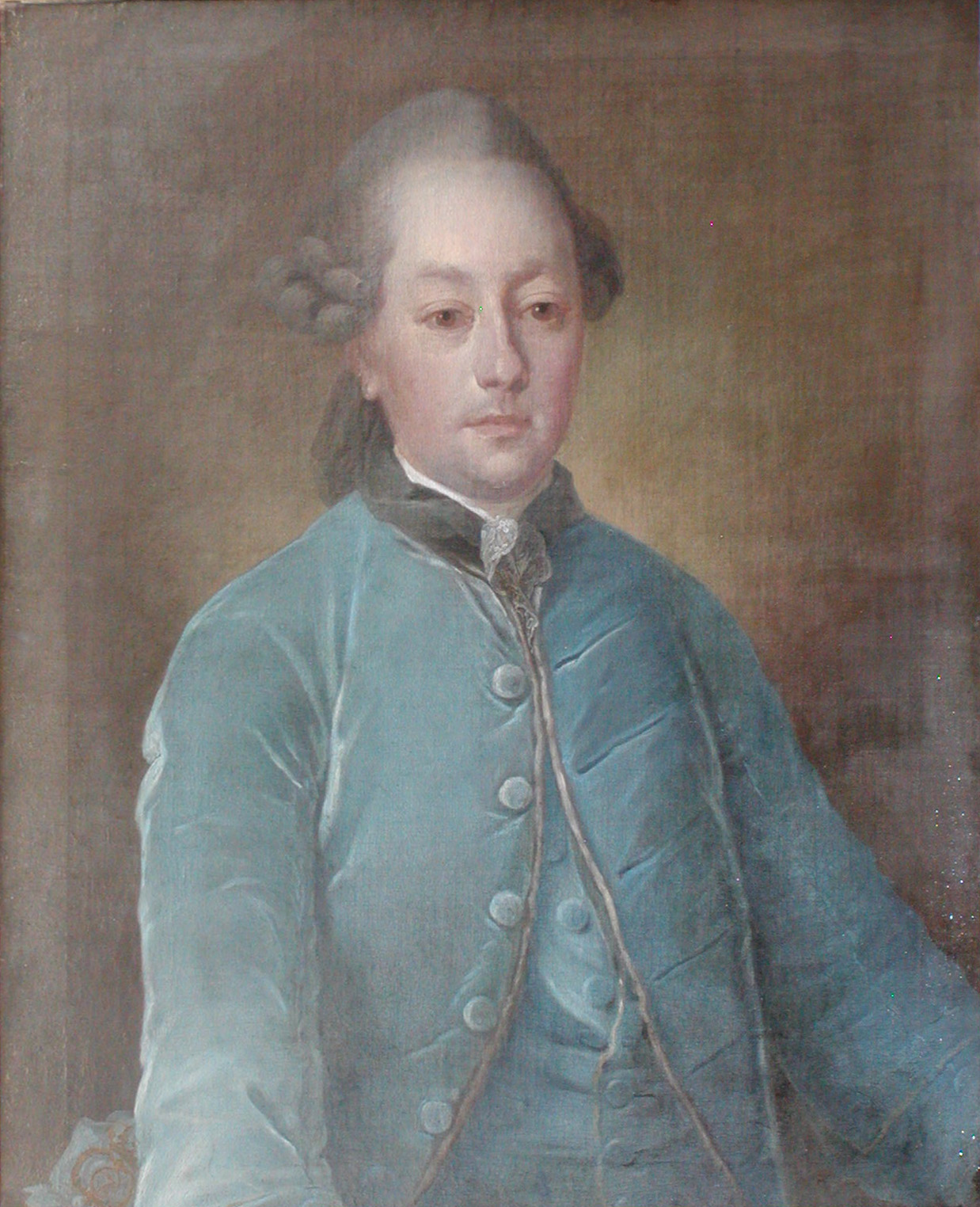
Enevold Brandt

Enevold von Brandt (* 7. September 1738 in Kopenhagen; † 28. April 1772 ebenda) war ein dänischer Graf und Höfling, der zusammen mit Johann Friedrich Struensee hingerichtet wurde.

## Leben
Brandt war Sohn des Kabinettssekretärs und Stadtrats Carl Brandt zu Teichhof (1696–1738) und der Else Berregaard (1715–1793). Seine Mutter war in zweiter Ehe mit Georg Wilhelm von Söhlenthal, dem Administrator der Grafschaft Rantzau, verheiratet. Brandt hatte einen älteren Bruder Christian. Beide waren bereits von Jugend an Hofjunker. Brandt besuchte die Ritterakademie Sorö, studierte Rechtswissenschaft und wurde 1764 Assessor am Obersten Gerichtshof. Sein Bruder machte Karriere als Verwaltungsbeamter und war seit 1768 als Nachfolger seines Stiefvaters Administrator der Grafschaft Rantzau. Dort lernte Brandt den Landphysikus Struensee kennen.
Bereits 1760 war Brandt zum Kammerjunker ernannt worden und zog anscheinend den Hofdienst dem juristischen Beruf vor. In der Hoffnung auf eine Hofkarriere bei dem jungen König Christian VII. denunzierte er in einem Brief vom 2. Mai 1768 den königlichen Günstling Conrad Holck und bot sich selbst als dessen Ersatz an. Der gewünschte Erfolg blieb aus: Brandt wurde mit sofortiger Wirkung aus Dänemark verbannt, behielt jedoch sein Gehalt. Er reiste nach Paris, wo er Bekanntschaft mit Voltaire schloss. Als Christian VII. auf seiner Europareise im Juli 1769 nach Paris kam, bat Brandt ihn und den eigentlichen Regenten Johann Hartwig Ernst von Bernstorff um Begnadigung. Zwar durfte er nicht nach Dänemark zurückkehren, wurde jedoch zum Kammerherrn ernannt und erhielt eine Stelle in der Grafschaft Oldenburg, die in Personalunion mit Dänemark verbunden war und von Bernstorff als Direktor der Deutschen Kanzlei verwaltet wurde.

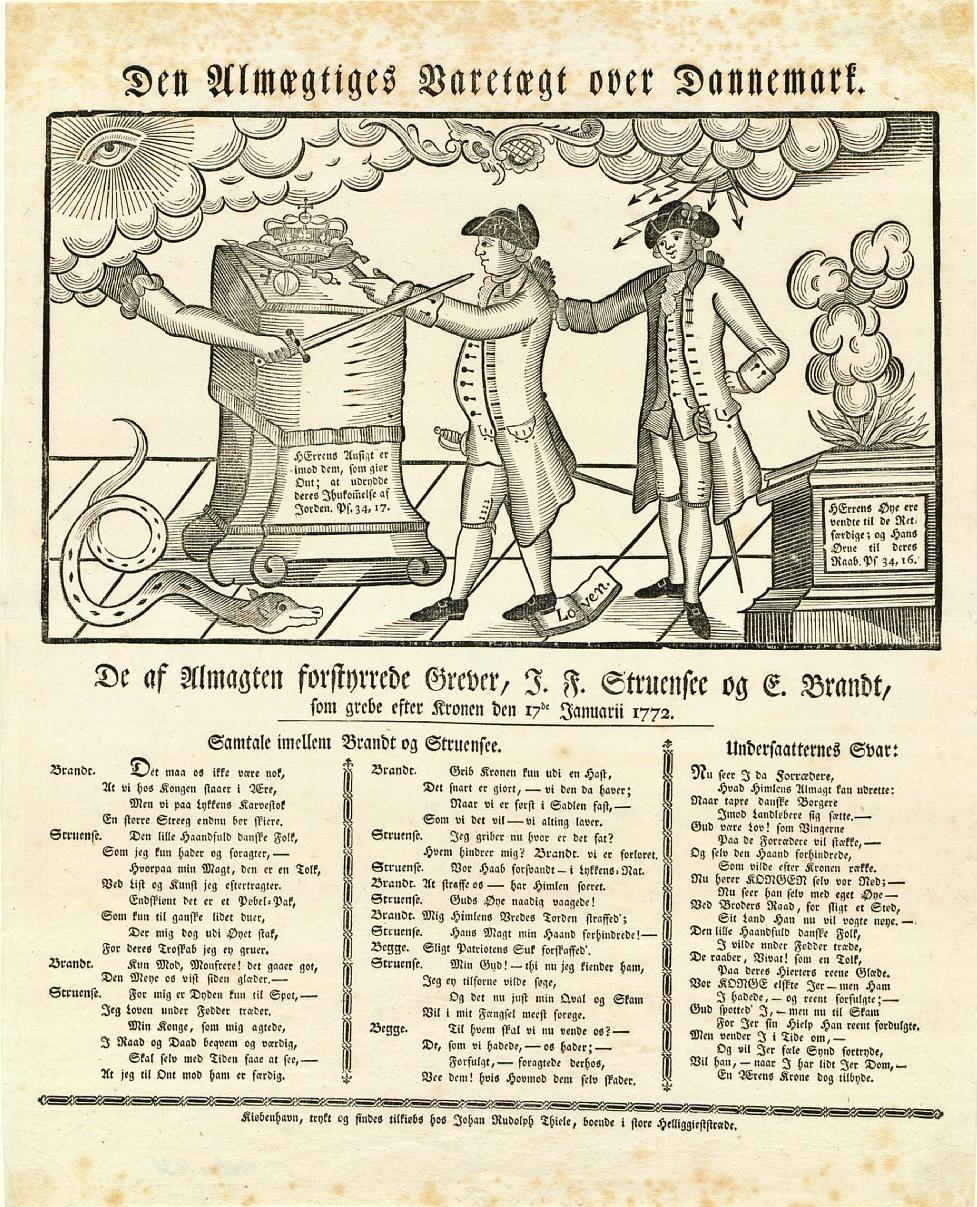
Flugblatt von 1772, das den Sturz von Struensee und Brandt als göttliches Eingreifen erklärt

1770 berief ihn Struensee zurück an den Hof. Er hatte inzwischen erkannt, dass der König leicht zu lenken war, wenn er den entsprechenden Einflüssen ausgesetzt war. Struensee hatte bereits für Bernstorffs Absetzung gesorgt. Nun sollte Brandt den König unterhalten und damit den Einfluss von dessen Trinkgefährten Conrad Holck zurückdrängen. Unter Struensees Protektion erhielt Brandt zahlreiche Ämter und Titel sowie ein gutes Einkommen. Am 29. Januar 1771 wurde er mit dem von der Königin Caroline Mathilde gestifteten Mathildenorden ausgezeichnet. Doch anders als der studierte Jurist erwartet hatte, beteiligte Struensee ihn nicht an seinen Reformen. Obwohl er zum Direktor des königlichen Theaters, der Gemäldegalerie und Kunstkammer ernannt worden war, ließen ihm Struensees Sparmaßnahmen keinen Spielraum für eigene Pläne. Stattdessen verlangte Struensee von ihm nur den geisteskranken, zunehmend an Tobsuchtanfällen leidenden König bei Laune zu halten. Im September 1771 bat Brandt Struensee brieflich um Entlassung und beschwerte sich gleichzeitig über dessen despotisches Verhalten, doch Struensee überzeugte ihn zu bleiben. Um den König zu beruhigen, berief er dessen früheren Lehrer Élie-Salomon-François Reverdil zurück. Am 30. September 1771 wurde Brandt mit Struensee zusammen in den Rang eines Lehnsgrafen (lensgreve) erhoben, jedoch ohne die eigentlich dazugehörigen Ländereien. Bei Struensees Gegnern und beim Volk galt Brandt daher als Mitverschwörer. Da der König Vergnügen an Raufereien hatte, konnte sich Brandt dem nicht entziehen. Im November 1771 kam es dabei zu dem Zwischenfall, der Brandt später das Leben kostete. Christian VII. nahm Brandt den Kratzer jedoch nicht übel, sondern ernannte ihn wenige Tage später, am 26. November, zum Grand-Maître de la garderobe du Roi.
Am 17. Januar 1772 wurde Brandt gemeinsam mit Struensee verhaftet und im Kastell von Kopenhagen eingesperrt. Am 25. April wurde er wegen Hochverrats und Majestätsbeleidigung zum Tode verurteilt. Während seiner Gefangenschaft zeigte er keine Anzeichen von Beunruhigung. Anstatt dem ihm zugeteilten Seelsorger Pastor Hee seine Sünden zu bekennen, beschäftigte er sich mit Musik. Auf Flugblättern, die die Festgenommenen verhöhnten, ist er deshalb Flöte spielend abgebildet. Am 28. April wurde Brandt vor Struensee auf das Schafott geführt. Selbst noch auf der Fahrt dorthin rechnete er fest mit seiner Begnadigung, stammte er doch aus einer einflussreichen Familie. Außerdem war das einzige ihm zur Last gelegte Verbrechen ein spielerischer Kampf mit dem König gewesen, bei dem Christian VII. einen harmlosen Kratzer davongetragen hatte. Sein Wappen wurde zerschlagen. Bevor man ihn köpfte, schlug man ihm die rechte Hand ab. Seine Leiche wurde gevierteilt und auf das Rad geflochten. Die Überreste soll sein Bruder gesammelt und in einem Sarg in der St.-Petri-Kirche in Kopenhagen anonym beigesetzt haben.